# 卵胞形成
生物学において卵胞形成（らんほうけいせい、英: folliculogenesis）は、卵母細胞を包む卵胞と呼ばれる体細胞の集まりの成熟を意味する。卵胞形成の過程で多数の原始卵胞が月経周期に入り成長して排卵前卵胞となる。
終了が曖昧な雄の精子形成と逆に卵胞形成は卵巣にある限られた数の卵胞が尽きることで終了する。この卵胞シグナルの枯渇により閉経となる。
注：多くの哺乳類でこの過程は類似しているので、この記事ではもっぱらヒトの卵胞形成について述べる。

## 概要
卵胞の第一の役割は卵母細胞の支持である。女性の卵巣には誕生時から多数の未成熟な原始卵胞が含まれている。これらの卵胞はどれも同じ様な未成熟の一次卵母細胞が入っている。一群の卵胞が卵胞形成を開始すると、その成長パターンは死または排卵のどちらか（この過程で卵母細胞が卵胞を離れる）で終わる。
おおよそ一年をかけて、原始卵胞には一連の組織学的にもホルモン的にも決定的な特徴の変化がおこる。その3分の2の期間で、卵巣は胞状卵胞（三次卵胞）へ移行する。やがて体内から発するホルモンに依存する様になり成長が大幅に加速する。
この過程の終了の10日余り前に卵胞の最初の集団のうち殆どは死ぬ（閉鎖として知られる過程）。残った卵胞が月経周期へ入り、それぞれは競争してただひとつの卵胞だけが残る。この残った卵胞―排卵前卵胞―が破裂して卵母細胞（この時点で二次卵母細胞へ発達している）を放出し、卵胞形成は終了する。

## 発達段階
卵胞形成は約375日かかる。この間に13回の月経がある。その過程が続けて開始されているということは、常に卵巣は全ての発達段階の卵胞を含むことを意味し、排卵と呼ばれる過程で成熟した卵母細胞が排卵前卵胞から排出されることで卵胞形成が終了する。
排卵前段階まで、卵胞内の一次卵母細胞は第一減数分裂前期で停止させられている。排卵前段階の末に、卵母細胞は減数分裂を再開し、二次卵母細胞となって再び第二減数分裂中期で停止させられる。
卵胞の成長には五つの段階があり、下記の様に明確に定義される：
- 原始卵胞：　休眠しており、小さく、顆粒層細胞はただ1層で平ら
- 一次卵胞：　分裂細胞、立方状の顆粒層細胞
- 二次卵胞：　顆粒膜細胞の存在、多層の顆粒層細胞
- 初期胞状卵胞：空洞の形成
- 後期胞状卵胞：空洞の完成、さらなる細胞分化はなく、新たな発達はない
- 排卵前卵胞：エストロゲン濃度に依存して成長し、全ての他の卵胞は閉鎖すなわち死亡

馴染みのない用語はそれぞれの節で明らかにする。

### 原始卵胞
生まれつき女性の卵巣の皮質はおおよそ700万の卵胞を含んでいる。それらの原始卵胞は、卵母細胞の周囲に基底膜から分離した扁平で鱗状の顆粒層細胞（支持細胞）を持つ。それらは休止状態であり、生体活動はないかほんの僅かである。原始卵胞は月経周期を除いてその生涯の殆ど全てを休眠しているのである。
卵胞の蓄えは出生後200万に減り、思春期には30万に減る。卵胞形成は実に“非効率”で（後述）、たった400の卵胞だけが排卵前段階へ到達することになる。
原始卵胞の覚醒過程はrecruitmentと呼ばれる。研究によれば、recruitmentの活性化は様々な刺激及び抑制ホルモンの均衡により媒介される。これらの抑制ホルモンの影響により、多数の原始卵胞がrecruitされ発達する。
原始卵胞の直径は約0.03mmである。

### 一次卵胞
原始卵胞の扁平な顆粒層細胞の構造の立方状への変化、それが一次卵胞の始まりである。卵母細胞の遺伝子は活性化し転写される様になる。卵胞と卵母細胞の間には未発達な傍分泌シグナリング経路が形成されている。卵母細胞と卵胞は劇的に成長し、卵胞の直径は0.1mmにまで増加する。
一次卵胞はこの時に卵胞刺激ホルモンの受容体を発達させる。しかし、胞状卵胞になるまでは性腺刺激ホルモンとは独立して成長する。また、FSHの存在はin vitroでの卵胞成長を加速させる事が研究により示された。
透明帯と呼ばれる糖タンパク高分子の莢膜が卵母細胞の周囲に形成され、周囲の顆粒層細胞と分離される。透明帯は排卵後も卵母細胞の周囲に残り、含まれている酵素により精子の進入を触媒する。

### 二次卵胞
2層目の顆粒層細胞の形成が二次卵胞の目印である。この時点での卵胞の分裂能は高く、層が積み重なる程に低くなっていく。
間質様顆粒膜細胞は卵母細胞の分泌したシグナルにより漸加されたものであり、卵胞の最外層である基底膜を囲み、細胞分化して外膜と内膜となる。毛細血管の複雑なネットワークが二つの膜層に形成され、卵胞への血液循環を開始させる。
二次卵胞の後期は前胞状卵胞としても知られている。組織学的には、前胞状卵胞への到達は透明帯に包まれた完全に成長した卵母細胞、およそ9層の顆粒層細胞と基底膜、内膜、毛細血管網、外膜を目印とする。
recruitmentから290日が経過した時点で卵胞は直径0.2mmとなっている。

### 初期胞状卵胞
胞状卵胞は三次卵胞またはグラーフ卵胞としても知られ、液に満たされた空洞が卵母細胞の横に形成される。成熟卵胞の基本構造が形成され、新しい細胞はみられない。顆粒層細胞と顆粒膜細胞は、卵胞洞の増大に伴い分裂を続ける。
この時点から胞状卵胞はFSHに依存して夥しく成長する能力を得る。
卵母細胞により分泌されたモルフォゲンの濃度により、胞状卵胞の顆粒層細胞はさらに4つのタイプ：透明帯を取り囲む放線冠（corona radiata）、基底膜の内側（membrana）、洞の周囲（periantral）、膜と放射冠の顆粒層細胞を接続する卵丘（cumulus oophorous）へと分化する。FSHへの反応はそれぞれ異なっている。
顆粒膜細胞は黄体形成ホルモン（LH）の受容体を発現する。LHは顆粒膜細胞によるアンドロゲンの産生を開始させる。そのアンドロゲンは特にアンドロステンジオンであり、顆粒層細胞により芳香環化されエストロゲンのうち主にエストラジオールとなる。こうしてエストロゲンのレベルが上昇し始める。
初期胞状卵胞は任意に5つの階級へ分ける事ができ、class 1の卵胞が直径0.2mm、class 2がおよそ0.4mm、class 3がおよそ0.9mm、class4はおよそ2mm、class 5がおよそ5mmである。

### 後期胞状卵胞（月経の卵胞期）
この時点で、360日前に成長を始めた卵胞群の大部分は既に死んでいる。この卵胞死の過程を閉鎖と言い、これは全ての構成細胞と卵母細胞による過剰なアポトーシスに特徴づけられる。しかしながら何が閉鎖の原因となっているかは知られておらず、高濃度のFSHにはこれを阻止する効果がある。
12回目の月経周期の黄体の退行によって下垂体のFSHが上昇したことで、13回目へは5つから7つのclass 5の卵胞が選ばれ、13回目の卵胞期へ入る。選ばれた複数の卵胞が成長を誘起するFSHを互いに競争する。
エストラジオール、そして後にインヒビンが分泌されFSHを抑制し始める。受容体総数の少ない卵胞はこれの欠乏を乗り切ることができずに、それらは成長の遅延を見せ閉鎖してしまう。最終的にたったひとつの卵胞が生き残る。この残った卵胞を主席卵胞（dominant follicle）と呼び、迅速に成長して一気に直径20mmに達し排卵前段階となる。
class 6卵胞は直径およそ10mm、class 7はおよそ16mm、class 8は20mmである。主席でない卵胞がclass 5以上に成長することはよくあるが、class 8以上は稀である。
注：多くの資料が卵胞成長の速度を誤っており、いくつかは原始卵胞が排卵前段階へ至るまでたった14日であると示すものもある。全ての場合、月経の卵胞期は胞状卵胞の選択とその後の排卵前卵胞への成長までを意味する。

## 排卵と黄体
13回目の月経の卵胞期が終わると、排卵前卵胞には排卵と呼ばれる過程で、破裂孔（stigma）と呼ばれる開口が発達し卵母細胞が周囲の卵丘細胞と共に排出される。その卵母細胞はこの時点で受精能力があり、卵管を下って最終的に子宮へ着床する。完全に発達した卵母細胞（配偶子）は卵胞形成の段階を終えた月経周期にあたる。
破裂した卵胞は急激に変形し、黄体というステロイド産生細胞群となり、大量のエストロゲンとプロゲステロンを分泌し子宮内膜を保たせる。
なお、これら二つの段階は卵胞形成には含まれないので、詳細は各々の記事を参照。

## ホルモン機能
生殖系関連の大部分として、卵胞形成は内分泌系に支配されている。5つのホルモンが卵胞形成を調節する正負のフィードバックの複雑な過程を担っている。これら五つは視床下部から分泌され、それぞれゴナドトロピン放出ホルモン（GnRH）、卵胞刺激ホルモン（FSH）、黄体形成ホルモン（LH）、エストロゲン、プロゲステロンという。FSHとLHは性腺刺激ホルモン（ゴナドトロピン）と呼ばれている。
GnRHは下垂体前葉からのFSHとLH分泌を刺激し、それは後に卵胞成長の刺激効果を持つ（すぐにではない、胞状卵胞だけがFSHとLHに依存している）。顆粒膜細胞が胞状卵胞へ形成されるとエストロゲンの総量は激しく上昇する（顆粒膜由来のアンドロゲンが顆粒層細胞に芳香環化される）。
高濃度のエストロゲンは、興味深い事に、性腺刺激ホルモンへ逆の刺激効果を持つ。LHとFSHは著しく増加し始める。エストロゲンがより分泌されると、より多くLH受容体が顆粒膜細胞へ作られて、エストロゲンへ変わるアンドロゲンをより多く作るために顆粒膜細胞を刺激する。この正のフィードバックループはLHを急上昇させ、これが排卵を起こさせる。
排卵に続き、LHは黄体の形成を刺激する。エストロゲンのレベルは排卵後に負のフィードバックによって落ち、そのためFSHとLHの濃度の維持に役立つ。黄体から分泌されるインヒビンはFSH抑制に関わっている。
その内分泌システムは卵胞形成の間を通して13回の月経周期と一致しており、13回のLH急上昇が起きる。しかしながら、調整された酵素シグナルとホルモン受容体の時期特異的発現が卵胞成長が成熟前のLHの急上昇に反応しないようにしている。

## 参照
- Caglar GS, Asimakopoulos B, Nikolettos N, Diedrich K, Al-Hasani S. 2005. Recombinant LH in ovarian stimulation. Reprod Biomed Online 10:774-85 Abstract
- Fortune JE, Cushman RA, Wahl CM, Kito S. 2000. The primordial to primary follicle transition. Mol Cell Endocrino 163:53-60 Abstract
- Gougeon A. 1996. Regulation of ovarian follicular development in primates: facts and hypothesis. Endocr Rev 17:121-125 Full Text
- ---. 1986. Dynamics of follicular growth in the human: A model from preliminary results. Hum Reprod 1:81-87 Abstract
- van den Hurk R, Zhao J. 2005. Formation of mammalian oocytes and their growth, differentiation and maturation within ovarian follicles. Theriogenology 63:1717-1751 Abstract